# الیوتسمیتیا
الیوتسمیتیا (نام علمی: Elliotsmithia) نام یک سرده از شاخه طنابداران است.